# Хертенштейн, Вильгельм
Вильгельм Фридрих Хертенштейн (нем. Wilhelm Friedrich Hertenstein; 5 мая 1825 года, Кибург, кантон Цюрих, Швейцария — 27 ноября 1888 года, Берн, Швейцария) — швейцарский политик, президент. Член Радикально-демократической партии.

## Биография
Сын лесничего, Вильгельм Хертенштейн после окончания школы сам стал лесничим в Феральторфе (1855-1872). В 1853 году женился на Катарине Элизабете Тальман и имел двоих детей. Во время войны с Зондербундом был лейтенантом артиллерии, затем дослужился до полковника и командовал 7-й артиллерийской бригадой (1875-1877). Одновременно со службой он занялся политикой и в 1872 году был избран в Кантональный совет Цюриха и в Национальный совет Швейцарии. В 1878 году Хертенштейн перебрался в сенат, а через год был избран в Федеральный совет. И в кантональном, и в федеральном правительствах он занимался военными делами.
- 21 марта 1879 — 27 ноября 1888 — член Федерального совета Швейцарии.
- 1 января 1879 — 27 ноября 1888 — начальник военного департамента.
- 1 января — 31 декабря 1887 — вице-президент Швейцарии.
- 1 января — 27 ноября 1888 — президент Швейцарии.

27 ноября 1888 года  после серьёзной болезни и ампутации ноги Вильгельм Хертенштейн умер. Он стал единственным президентом Швейцарии умершим до окончания срока президентства.